# FK Vėtra Vilnius
Maillots
Le FK Vėtra Vilnius est un club lituanien de football basé à Vilnius.

## Historique
- 1996 : fondation du club sous le nom de FK Vėtra Rudiskes
- 2003 : 1re participation au championnat de 1re division
- 2004 : le club est renommé FK Vėtra Vilnius

### Couleurs
| VĖTRA | VĖTRA |

## Palmarès
- Championnat de Lituanie de football
  - Vice-champion : 2010

- Coupe de Lituanie de football
  - Finaliste : 2003, 2005, 2008 et 2010